# Biblioteca Națională a Greciei
Biblioteca Națională a Greciei este situată în apropierea centrului orașului Atena. Clădirea a fost proiectată de arhitectul danez Theophil von Hansen, ca parte a faimoasei sale "Trilogii" a clădirilor neoclasice, care mai include Academia din Atena și clădirea Universității Naționale și Capodistrene. A fost fondată de Ioannis Kapodistrias.

## Istoric
Ideea inițială pentru înființarea unei biblioteci naționale a fost publicată de Johann Jakob Mayer în articolul din ziarul său Ellinika Chronika, din august 1824, care apărea în Missolonghi, unde Mayer și Lord Byron promovau  Independența Greciei. Ideea lui Mayer a fost pusă în aplicare în 1829 de către noul guvern grec al lui Ioannis Kapodistrias, care a grupat împreună Biblioteca Națională cu alte instituții culturale, cum ar fi școli, muzee naționale, și tipografii. Acestea au fost plasate într-o clădire (folosită ulterior ca orfelinat) pe insula Aegina fiind puse sub conducerea lui Andreas Moustoxydis, care a devenit președinte al Comitetului Orfelinatului, director al Muzeul Arheologic din Atena și director al Școlii Naționale.
La sfârșitul anului 1830, biblioteca, pe care Moustoxydis o numea Biblioteca Națională, avea 1.018 volume de cărți tipărite, colectate de la greci și filheleni. În 1834, Biblioteca a fost mutată la Atena, noua capitală, și a fost temporar adăpostită temporar în baia publică din Agora Romană din Atena și apoi mai târziu în biserica Panagia Gorgoepikoos.
Colecția a crescut rapid. În plus față de achiziționarea de cărți din bibliotecile private, (Dimitris Postolakas (1.995 volume), biblioteca a primit numeroase donații mari de cărți, cum ar fi cele de la Christoforos și Konstantinos Sakellarios (5.400 de volume) și de la Markos Renieris (3.401 volume).
În 1842, Biblioteca Publică a fuzionat cu Biblioteca Universității din Atena (15.000 de volume) și a fost găzduită împreună cu colecția monetară din noua clădire a universității. Primul director (atunci numit „președinte”) al instituției recent înființate a fost Georgios Kozakis-Typaldos, care și-a păstrat funcția până în 1863. În această perioadă, fondul bibliotecii s-a îmbogățit cu donații importante și cu cărți rare în limbi străine din întreaga Europă. Prin carta regală din 1866, cele două biblioteci au fuzionat și au fost administrate ca „Biblioteca Națională a Greciei”. Între 1877-1910, directorul său a fost Michael Deffner.